# Улица војводе Шупљикца (Београд)
| улица · војводе Шупљикца | улица · војводе Шупљикца                          |
| ------------------------ | ------------------------------------------------- |
|                          |                                                   |
| Општина                  | Врачар, Звездара                                  |
| Почетак                  | Средачка                                          |
| Крај                     | Милешевска Жичка Бранка Крсмановића               |
| Дужина                   | 700 m                                             |
| Створена                 | 1896                                              |
| Названа                  | 2004                                              |
| Стари називи             | Мало-Мокролушки пут, Војвођанска, Жарка Зрењанина |
|                          |                                                   |
|                          |                                                   |

Улица војводе Шупљикца налази се на Врачару и гранична је улица са општином Звездара. Почиње од Средачке улице и на скверу код парка на Црвеном крсту спаја се са улицама Милешевском, Жичком, Бранка Крсмановића и Јована Рајића.

## Име улице
Први назив улице био је Маломокролушки пут од 1888. до 1896. године и тада се улица простирала од Средачке до улице Бранка Крсмановића на Црвеном крсту. Затим се од 1896. до 1946. звала Војвођанска, а од 1946. до 2004. године Улица Жарка Зрењанина, по организатору устанка у Војводини и народном хероју Жарку Зрењанину. Одлуком Скупштине града Београда овој улици је 2004. промењен назив у Улица Војводе Шупљикца.

## Ко је био Стеван Шупљикац
Стеван Шупљикац (1786–1848)) био је аустријски генерал-мајор и први војвода Српске Војводине. После стварања Илирских провинција 1809. године, прешао је у француску војску. Учествовао је у Наполеоновом нападу на Русију 1812. године. Током рата против Русије, француски цар Наполеон I одликовао га је због особите храбрости Орденом легије части.
Дошао је међу Србе септембра 1848. године, и након одржане скупштине почео обилазити српске трупе, прво у Срему, па Бачки и Банату. Стеван Шупљикац је проглашен за првог војводу Српске Војводине, у ком својству је приступио реорганизацији јединица за борбу против Мађара. Умро је о Панчеву, 1848. године. Сахрањен је у манастиру Крушедол.

## Улицом војводе Шупљикца
У парку, између улица Војводе Шупљикца и Милешевске, налази се Возарев крст, установљен за непокретно културно добро као споменик културе.. Возарев крст је један од од првих београдских јавних споменика, а подигао га је Глигорије Возаровић на својој њиви на Врачару 1847. године. Веровало се да је на истом месту постојао дрвени крст још у време турске владавине и да је обележавао место на коме су дочекивани ходочасници са повратка из Палестине и других светих места. Возаровић је обновио крст мислећи да он обележава место на коме су спаљене мошти Светог Саве. Касније је Возаровићев крст обновило „Друштво Светог Саве“ и обојило га црвеном бојом па је цео крај око крста народ почео да назива Црвеним крстом.

## Галерија
- Возарев крст - са десне стране је улица Војводе Шупљикца, у позадини крај улице Бранка Крсмановића, а са леве стране почетак Жичке.
- Возарев крст - са леве стране је стајалиште на окретници аутобуске линије 83, а са десне се види део Улице војводе Шупљикца
- Спомен-плоча Жарку Зрењанину у улици
- Споменик војводи Шупљикцу у Панчеву